# Филон Гаркуша
Филон Гаркуша (інколи Оркуша) (? — після 1678) — козацький полковник, дипломат, родич та сподвижник Богдана Хмельницького. Відомий насамперед військовими діями на території північної України та Білорусі.

## З життєпису
Народився, ймовірно, у Бихові.
Життєвий шлях до 1648 року достеменно не відомий. У 1648 році з загоном козаків прийшов з України до Білорусі, де його підтримали білоруські селяни. Одержав перемогу над польсько-литовським загоном стражника великого литовського Григорія Мирського на переправі через річку Березину біля містечка Горваль. У грудні того ж року обложив Бихів, та під натиском військ Яна Казимира Паца і Григорія Горського відступив.
Навесні 1651 року його послано Богданом Хмельницьким на допомогу Тимошові Хмельницькому до Сіверської землі. На початку Берестецької кампанії Гаркушу було призначено командувачем військами на українсько-білоруському прикордонні. У травні 1651 році виступив з Норинського, відбив напади ворожих військ під Чорнобилем та з'єднався з силами київського полковника Антіна Ждановича. Вони успішно вели воєнні дії на берегах р. Прип'ять на чолі 15-тисячного загону, розгромили посланий проти них загін литовського полковника Павші, але поразка й загибель Мартина Небаби під Ріпками 6 липня (26 червня) 1651 року змусила їх відступити до Димера, а потім й до Києва. Під тиском угодовськи налаштованої міської верхівки вони залишили Київ. Потім Гаркуша брав участь у Корсунській раді та боях із польсько-литовським військом під Білою Церквою у вересні 1651 року.
У березні–квітні 1654 року Филон Гаркуша очолив дипломатичну місію Української козацької держави до Московії, де за наказом Богдана Хмельницького від 21 (31) березня 1654 року, добився царської грамоти, якою були підтверджені усі права та вольності українського народу.
У 1656 році перебував з дипломатичною місією у Варшаві. У червні 1657 року командував козацьким військом на Волині.
Підтримував політику Івана Виговського. Брав участь у виступі проти повстання Мартина Пушкаря. Після загибелі останнього був призначений наказним полковником полтавським (травень — листопад 1658). Імовірно, брав участь у Конотопській битві. Після об'єднання гетьманом Петром Дорошенком Правобережної та Лівобережної України посів уряд полтавського полковника (1669—1670). Звільнений з посади за гетьманства Дем'яна Ігнатовича. Мешкаючи у Полтаві, відійшов від старшинських та урядових справ. Востанне згадується в 1678-му році як місцевий городовий отаман. Подальша доля невідома.